# 장충석
장충석(張忠錫, 1951년~)은 대한민국의 물리학자이다. 미국 에너지부 핵융합 이론과제 총괄 책임자 및 플라즈마핵융합연구센터 소장직을 연임했다.